# 마인절
마인절(馬仁節, 생몰년 미상)은 당나라의 인물이다. 사농소경을 지내다가 696년에 영주에서 손만영, 이진충 등의 거란인들이 봉기하면서 여름 5월 25일에 조인사, 장현우, 이다조 등 다른 27명의 장군들과 함께 거란을 토벌하기 위해 파견되었으며, 8월 28일에 조인사, 장현우 등과 함께 협석곡에서 거란을 상대했지만 패했다.
또한 황장곡에서 거란의 공격을 받고 이해고가 노끈으로 된 올가미를 씌우면서 거란에 생포되었다.

## 마인절이 등장한 작품
- 《대조영》(KBS, 2006년~2007년) 배우:황덕재